# Aleksey Semenenko
Aleksey Semenenko (ukrainisch Олексій Семененко, deutsch ‚Oleksij Semenenko‘, englisch Alexey Semenenko; geb. 20. August 1988 in Odessa) ist ein deutsch-ukrainischer Geiger. Er ist Professor für Violine an der Folkwang Universität der Künste.

## Leben
Im Alter von 6 Jahren erhielt Semenenko den ersten Violinunterricht. Er absolvierte ein Konzertexamenstudium bei Zakhar Bron an der Hochschule für Musik und Tanz Köln und schloss ebendort bei Harald Schoneweg zudem das Kammermusikstudium ab. Zum Oktober 2021 wurde er als Professor für Violine an die Folkwang Universität der Künste berufen.
Zum Zeitpunkt des russischen Überfalls auf die Ukraine im Jahr 2022 hielt Semenenko sich im Rahmen einer Konzertreise zufällig in der Ukraine auf. Da er zu diesem Zeitpunkt die ukrainische Staatsbürgerschaft besaß, wurde ihm durch das verhängte Kriegsrecht das Verlassen der Ukraine verweigert. Zwar erhielt er noch während seines Aufenthalts die deutsche Staatsbürgerschaft und Weltstars der Musikszene wie Anne-Sophie Mutter und Daniel Barenboim wie auch ukrainische Generäle setzten sich für ihn ein, doch durfte er die Ukraine zunächst nicht verlassen. Erst Ende März wurden ihm und sieben weiteren Musiktalenten die Ausreise gestattet. Die Zeit bis dahin nutzte Semenenko, um in Lemberg Konzerte zu geben.
Nach seiner Rückkehr nach Deutschland begleitete er als Solist das Sinfonieorchester Kiew bei dessen Deutschlandtournee.
Als Stipendiat der Deutschen Stiftung Musikleben spielte Semenenko ab 2016 drei Jahre lang auf einer Stradivari aus dem Jahr 1680. Die Deutsche Stiftung Musikleben stellte Semenenko auch danach Instrumente zur Verfügung. Je nach Quelle wird diesbezüglich eine Stradivari aus dem Jahr 1699 oder eine Geige von Stephan von Baehr aus dem Jahr 2008 genannt (Stand Oktober 2023).

## Auszeichnungen
Semenenko gewann im Jahr 2012 die Young Concert Artists „International Auditions“ und 2015 beim Concours Reine Elisabeth den 2. Preis. Im Jahr 2016 erhielt er den Förderpreis des Landes Nordrhein-Westfalen für junge Künstlerinnen und Künstler.